# Campeonato Sudamericano 1916/Spiele
Dieser Artikel behandelt die Fußball-Spiele des Campeonato Sudamericano 1916 in Argentinien. Sechs Spiele fanden innerhalb von anderthalb Wochen zwischen Argentinien, Brasilien, Chile und Uruguay statt. Alle Partien waren im Estadio GEBA angesetzt worden. Doch letztlich musste man im entscheidenden letzten Turnierspiel auf die nahe gelegene Vorstadt Avellaneda ausweichen. Mit fünf Punkten aus zwei Siegen und einem Unentschieden wurde schließlich Uruguay an der Tabellenspitze erster Südamerikameister der Geschichte.
| Pl. | Land        | Sp. | S | U | N | Tore    | Diff. | Punkte |
| --- | ----------- | --- | - | - | - | ------- | ----- | ------ |
| 1.  | Uruguay     | 3   | 2 | 1 | 0 | 006:100 | +5    | 05:10  |
| 2.  | Argentinien | 3   | 1 | 2 | 0 | 007:200 | +5    | 04:20  |
| 3.  | Brasilien   | 3   | 0 | 2 | 1 | 003:400 | −1    | 02:40  |
| 4.  | Chile       | 3   | 0 | 1 | 2 | 002:110 | −9    | 01:50  |

## Uruguay – Chile 4:0 (1:0)
| Uruguay                                                            | Uruguay | Chile | Chile |
| ------------------------------------------------------------------ | --- | --- | ----- |
| Uruguay                                                            | \| Sonntag, 2. Juli 1916 in Buenos Aires (Estadio Gimnasia y Esgrima) \| \| Zuschauer: 3.000 \| \| Schiedsrichter: Hugo Gronda ( Argentinien) \|                                                                               | \| Sonntag, 2. Juli 1916 in Buenos Aires (Estadio Gimnasia y Esgrima) \| \| Zuschauer: 3.000 \| \| Schiedsrichter: Hugo Gronda ( Argentinien) \|                                                                 | Chile |
| Uruguay                                                            | Cayetano Saporiti – Francisco Castellino, Alfredo Foglino – Jorge Germán Pacheco , Juan Delgado, Manuel Varela – Pascual Somma, Ángel Romano, José Piendibene, Isabelino Gradín, José Brachi Cheftrainer: Jorge Germán Pacheco | Manuel Guerrero – Enrique Cárdenas, Marcos Wittke – Enrique Abello, Enrique Teuche, Ramón Unzaga – Manuel Jeldes, Roberto Moreno, Enrique Gutiérrez, Eufemio Fuentes, Hernando Salazar Cheftrainer: Carlos Fanta | Chile |
| Uruguay                                                            | 1:0 José Piendibene (44.) 2:0 Isabelino Gradín (55.) 3:0 Isabelino Gradín (70.) 4:0 José Piendibene (75.) | | Chile |
| Sonntag, 2. Juli 1916 in Buenos Aires (Estadio Gimnasia y Esgrima) | | |       |
| Zuschauer: 3.000                                                   | | |       |
| Schiedsrichter: Hugo Gronda ( Argentinien)                         | | |       |

## Argentinien – Chile 6:1 (1:1)
| Argentinien                                                           | Argentinien | Chile | Chile |
| --------------------------------------------------------------------- | --- | --- | ----- |
| Argentinien                                                           | \| Donnerstag, 6. Juli 1916 in Buenos Aires (Estadio Gimnasia y Esgrima) \| \| Zuschauer: 18.000 \| \| Schiedsrichter: Sidney Pullen ( Brasilien) \|                                                             | \| Donnerstag, 6. Juli 1916 in Buenos Aires (Estadio Gimnasia y Esgrima) \| \| Zuschauer: 18.000 \| \| Schiedsrichter: Sidney Pullen ( Brasilien) \|                                                       | Chile |
| Argentinien                                                           | Juan Rithner – Armando Reyes, Juan Domingo Brown – Pedro Martínez, Francisco Olazar, Gerónimo Badaracco – Adolfo Heissinger, Alberto Ohaco, Alberto Marcovecchio, Carlos Guidi, Juan Perinetti Cheftrainer: ohne | Manuel Guerrero – Enrique Cárdenas, Marcos Wittke – Enrique Abello, Enrique Teuche, Ramón Unzaga – Manuel Jeldes, Alfredo France, Enrique Gutiérrez, Eufemio Fuentes, Ángel Báez Cheftrainer: Carlos Fanta | Chile |
| Argentinien                                                           | 1:0 Alberto Ohaco (2.) 2:1 Juan Domingo Brown (60., Elfm.) 3:1 Juan Domingo Brown (62., Elfm.) 4:1 Alberto Marcovecchio (67.) 5:1 Alberto Ohaco (75.) 6:1 Alberto Marcovecchio (89.)                             | 1:1 Ángel Báez (44.) | Chile |
| Donnerstag, 6. Juli 1916 in Buenos Aires (Estadio Gimnasia y Esgrima) | | |       |
| Zuschauer: 18.000                                                     | | |       |
| Schiedsrichter: Sidney Pullen ( Brasilien)                            | | |       |

## Chile – Brasilien 1:1 (0:1)
| Chile                                                              | Chile | Brasilien | Brasilien |
| ------------------------------------------------------------------ | --- | --- | --------- |
| Chile                                                              | \| Samstag, 8. Juli 1916 in Buenos Aires (Estadio Gimnasia y Esgrima) \| \| Zuschauer: 15.000 \| \| Schiedsrichter: León Peyrou ( Uruguay) \|                                                            | \| Samstag, 8. Juli 1916 in Buenos Aires (Estadio Gimnasia y Esgrima) \| \| Zuschauer: 15.000 \| \| Schiedsrichter: León Peyrou ( Uruguay) \| | Brasilien |
| Chile                                                              | Manuel Guerrero – Enrique Cárdenas, Marcos Wittke – Enrique Abello, Enrique Teuche, Ramón Unzaga – Manuel Jeldes, Hernando Salazar, Alfredo France, Roberto Moreno, Ángel Báez Cheftrainer: Carlos Fanta | Marcos – Orlando, Nery – Sylvio Lagreca , Sidney, Galo – Luiz Menezes, Demósthenes, Arthur Friedenreich, Alencar, Arnaldo Cheftrainer: ohne   | Brasilien |
| Chile                                                              | 1:1 Hernando Salazar (84.) | 0:1 Demósthenes (40.) | Brasilien |
| Samstag, 8. Juli 1916 in Buenos Aires (Estadio Gimnasia y Esgrima) | | |           |
| Zuschauer: 15.000                                                  | | |           |
| Schiedsrichter: León Peyrou ( Uruguay)                             | | |           |

## Argentinien – Brasilien 1:1 (1:1)
| Argentinien                                                        | Argentinien | Brasilien | Brasilien |
| ------------------------------------------------------------------ | --- | --- | --------- |
| Argentinien                                                        | \| Montag, 10. Juli 1916 in Buenos Aires (Estadio Gimnasia y Esgrima) \| \| Zuschauer: 16.200 \| \| Schiedsrichter: Carlos Fanta ( Chile) \|                                                                           | \| Montag, 10. Juli 1916 in Buenos Aires (Estadio Gimnasia y Esgrima) \| \| Zuschauer: 16.200 \| \| Schiedsrichter: Carlos Fanta ( Chile) \| | Brasilien |
| Argentinien                                                        | Juan Rithner – Arturo Chiappe, Juan Domingo Brown – Pedro Martínez, Francisco Olazar, Gerónimo Badaracco – Adolfo Heissinger, José Durand Laguna, Alberto Marcovecchio, Carlos Guidi, Claudio Bincaz Cheftrainer: ohne | Casemiro – Orlando, Nery – Sylvio Lagreca , Sidney, Galo – Luiz Menezes, Amílcar, Arthur Friedenreich, Alencar, Arnaldo Cheftrainer: ohne    | Brasilien |
| Argentinien                                                        | 1:0 José Durand Laguna (10.) | 1:1 Alencar (23.) | Brasilien |
| Montag, 10. Juli 1916 in Buenos Aires (Estadio Gimnasia y Esgrima) | | |           |
| Zuschauer: 16.200                                                  | | |           |
| Schiedsrichter: Carlos Fanta ( Chile)                              | | |           |

## Uruguay – Brasilien 2:1 (0:1)
| Uruguay                                                              | Uruguay | Brasilien | Brasilien |
| -------------------------------------------------------------------- | --- | --- | --------- |
| Uruguay                                                              | \| Mittwoch, 12. Juli 1916 in Buenos Aires (Estadio Gimnasia y Esgrima) \| \| Zuschauer: 15.000 \| \| Schiedsrichter: Carlos Fanta ( Chile) \|                                                                           | \| Mittwoch, 12. Juli 1916 in Buenos Aires (Estadio Gimnasia y Esgrima) \| \| Zuschauer: 15.000 \| \| Schiedsrichter: Carlos Fanta ( Chile) \| | Brasilien |
| Uruguay                                                              | Cayetano Saporiti – Manuel Varela, Alfredo Foglino – Jorge Germán Pacheco , Juan Delgado, José Vanzzino – Pascual Somma, José Tognola, José Piendibene, Isabelino Gradín, Ángel Romano Cheftrainer: Jorge Germán Pacheco | Casemiro – Orlando, Nery – Sylvio Lagreca , Sidney, Galo – Luiz Menezes, Mimí Sodré, Arthur Friedenreich, Alencar, Arnaldo Cheftrainer: ohne   | Brasilien |
| Uruguay                                                              | 1:1 Isabelino Gradín (58.) 2:1 José Tognola (77.) | 0:1 Arthur Friedenreich (8.) | Brasilien |
| Uruguay                                                              | Orlando scheidet nach dem Seitenwechsel verletzt aus. | | Brasilien |
| Mittwoch, 12. Juli 1916 in Buenos Aires (Estadio Gimnasia y Esgrima) | | |           |
| Zuschauer: 15.000                                                    | | |           |
| Schiedsrichter: Carlos Fanta ( Chile)                                | | |           |

## Argentinien – Uruguay 0:0
Ursprünglich sollte das entscheidende Spiel um die Meisterschaft wie alle anderen im Stadion Gimnasia y Esgrima in Buenos Aires stattfinden. Doch wegen Überfüllung des Stadions durch den Ansturm von rund 16.000 Besuchern breitete sich die Menschenmasse schließlich bis auf das Spielfeld aus. Infolgedessen musste die Partie nach fünf Minuten abgebrochen werden. Die mit dieser Abbruchsentscheidung nicht einverstandene Menschenmenge setzte daraufhin die Tribünen in Brand, wodurch das Stadion zerstört wurde. Am Tag darauf wurde die Begegnung in Avellaneda, einem heutigen Vorort von Buenos Aires, auf dem Fußballplatz des Vereins Racing Club in der sechsten Minute fortgesetzt.
| Argentinien                                               | Argentinien | Uruguay | Uruguay |
| --------------------------------------------------------- | --- | --- | ------- |
| Argentinien                                               | \| Montag, 17. Juli 1916 in Avellaneda (Estadio Racing Club) \| \| Zuschauer: 17.000 \| \| Schiedsrichter: Carlos Fanta ( Chile) \|                                                             | \| Montag, 17. Juli 1916 in Avellaneda (Estadio Racing Club) \| \| Zuschauer: 17.000 \| \| Schiedsrichter: Carlos Fanta ( Chile) \|                                                                               | Uruguay |
| Argentinien                                               | Carlos Isola – Zenón Díaz , Armando Reyes – Pedro Martínez, Francisco Olazar, Gerónimo Badaracco – Adolfo Heissinger, Alberto Ohaco, Harry Hayes, Ennis Hayes, Juan Perinetti Cheftrainer: ohne | Cayetano Saporiti – Miguel Benincasa, Alfredo Foglino – Juan Delgado, Alfredo Zibechi, Manuel Varela – Pascual Somma, José Tognola, José Piendibene, Isabelino Gradín, Rodolfo Marán Cheftrainer: Alfredo Foglino | Uruguay |
| Montag, 17. Juli 1916 in Avellaneda (Estadio Racing Club) | | |         |
| Zuschauer: 17.000                                         | | |         |
| Schiedsrichter: Carlos Fanta ( Chile)                     | | |         |